# Regione di Moravia-Slesia
La regione di Moravia-Slesia (in ceco Moravskoslezský kraj) è una regione (kraj) della Repubblica Ceca, è situata nella parte nord-orientale della regione storica della Moravia e include parte della regione storica della Slesia (ossia la parte rimasta asburgica dopo l'occupazione prussiana della stessa regione, la cosiddetta Slesia austriaca, ulteriormente divisa alla fine della prima guerra mondiale e divenuta la Slesia ceca). Confina con le regioni di Olomouc (a ovest) e Zlín (a sud). Confina anche con due stati - Polonia a nord e Slovacchia a est.

## Distretti
- Distretto di Bruntál
- Distretto di Frýdek-Místek
- Distretto di Karviná
- Distretto di Nový Jičín
- Distretto di Opava
- Distretto di Ostrava-město